# Colotis celimene
Colotis celimene es una especie de mariposa perteneciente a la familia Pieridae. Se distribuye por la ecozona afrotropical.

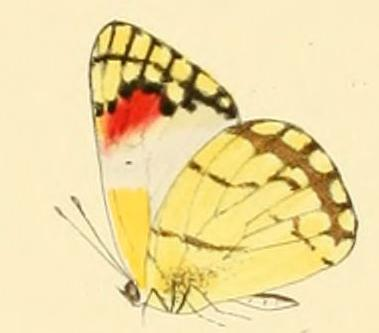

La envergadura de alas es de 37-40mm. Los adultos vuelan durante todo el año, con un pico de marzo a mayo.
Las larvas se alimentan de Boscia albitrunca y Capparis.

## Subespecies
Tiene las siguientes reconocidas:
- C. c. celimene (Lucas, 1852) (Etiopía, Uganda, Kenia, Tanzania, Malaui)
- C. c. amina (Hewitson, 1866) (Zambia, Zimbabue, Mozambique, Botsuana (este), Suazilandia, Sudáfrica)
- C. c. angusi Rothschild, 1921 (Níger, Sudán)
- C. c. pholoe (Wallengren, 1860) (Angola, Botsuana occidental, Namibia)
- C. c. praeclarus (Butler, 1886) (Etiopía, Somalia)
- C. c. sudanicus (Aurivillius, 1905) (Senegal oriental, Burkina Faso, norte de Ghana, norte de Nigeria, Níger hasta la República Democrática del Congo, Sudán del Sur)